# 郊遊

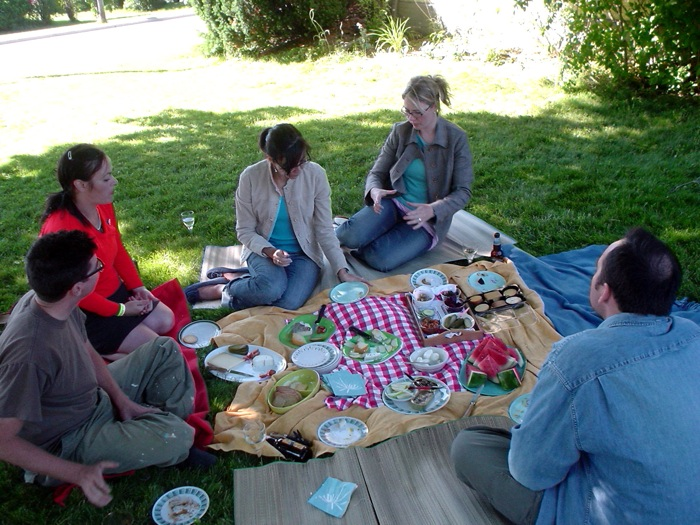
郊遊野餐

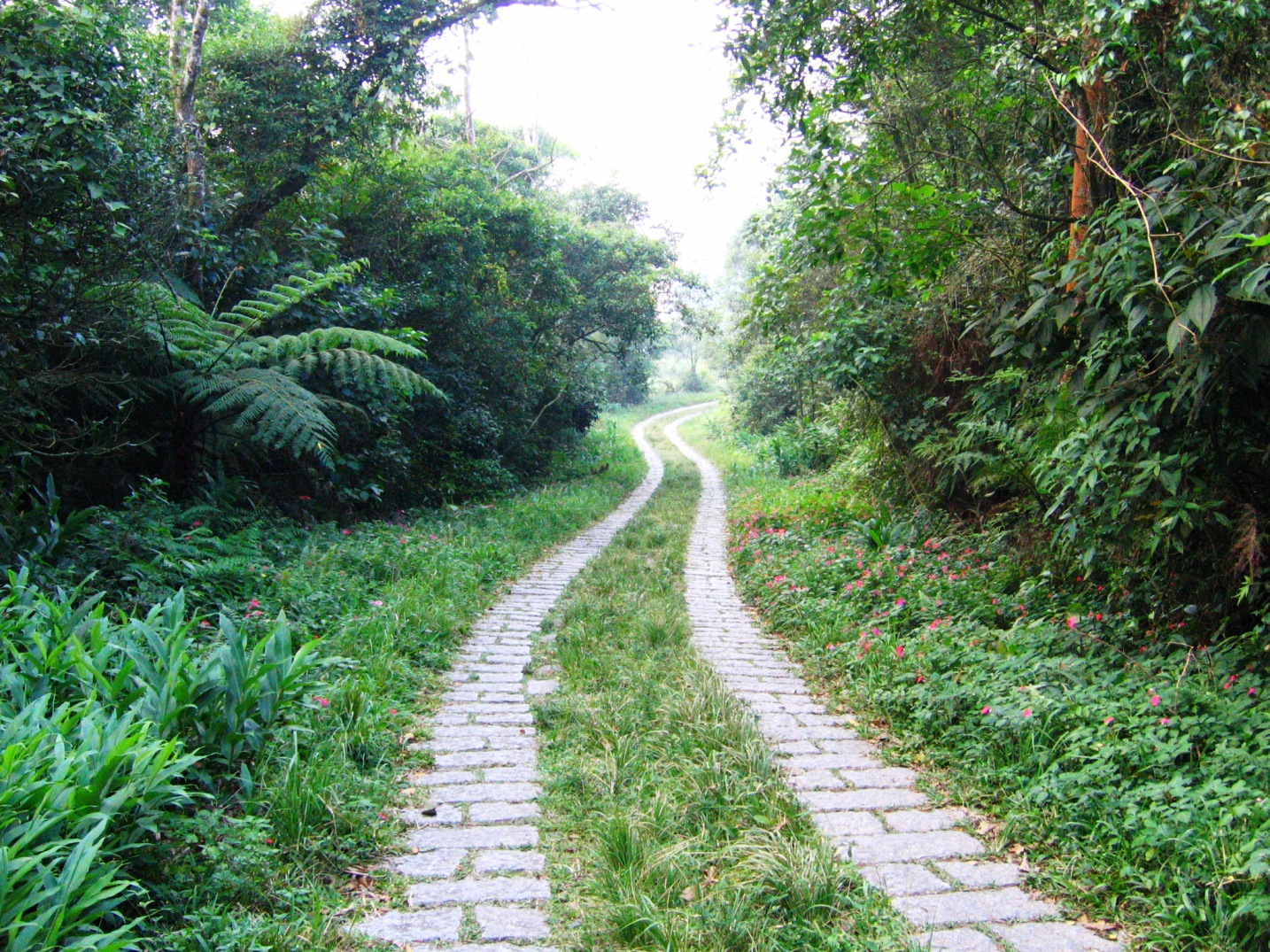
當厭倦都市繁暄，便來郊野洗滌身心。

郊遊、踏青或行青，是人們一種為親近大自然，離開自己居住的地區，前往郊區或近郊的短程旅行。活動旨在欣賞大自然之風景，認識生態，進行野餐，呼吸一下新鮮空氣，輕鬆自身。
郊區自然沒有完善的交通網絡，所以一切路程皆以步行為主。由於郊區設施缺乏，山路崎嶇，體力勞動大，所以旅者設定路線之時必須量力而為，最好三五成群出發。也要留意天氣預告，小心計劃行程及熟悉旅程路線，結伴同行。帶備適當後備衣物和必需物品，例如地圖、指南針、食水、食物、電筒、雨衣、雨傘、收音機、急救葯箱、哨子、流動電話、對講機、記事簿和筆等。
郊遊最常見的意外是中暑，也有因為迷路在山林中徘徊，從此被山林吞噬。所以郊遊時千萬注意人身安全。